# Гданська політехніка
Гданська політехніка (пол. Politechnika Gdańska) — один з провідних технічних вишів Польщі, у тому числі Поморського воєводства.
Розташований в Гданську. Державний, автономний університет, один з найстаріших університетів Європи. Функціонують 9 факультетів, в яких навчаються понад 27 тис. осіб на денному та заочному відділеннях. Кількість працівників 2 500 осіб, з котрих 1 200 — це академічні працівники, викладачі та наукові діячі. Більшість факультетів мають академічні права, за рішенням спеціалізованої вченої ради в університеті мають право присвоювати вчені ступені та наукові звання кандидатів та докторів наук, доцентів та професорів. ГПУ є одним з найвідоміших університетів в організації міжнародних конференцій, симпозіумів та семінарів.
Рейтинги університету:
- На 2 місці серед популярності у молодих випускників середніх шкіл та ліцеїв, кандидатів на навчання.
- 3-й рік поспіль — найпопулярніший університет за рейтингом Міністерства Науки та Вищої Освіти у Польщі.
- На 3-му місці серед випускників, котрі отримують високі заробітні плати у Польщі.
- На 4-му місці серед вишів, випускники котрого стають керівниками фірм за версією газети «Rzeczpospolita».
- 2-й найкращий показник серед вишів, які здійснюють підготовку аспірантів, переможець конкурсу «PRODOK».
- 2-ге місце за найкреативніших, найвинахідливіших, найінноваційніших випускників. Виш отримує сертифікат «Університет Лідерів» від Фонду Наукового Розвитку та Вищої світи.
- Найкращий факультет Хімії у Польщі за оцінкою Державної Акредитованої Комісії та Міністерства Науки і Вищої освіти Польщі.

Традиційно виш підтримує студентське та парламентське життя. В 60-х роках був створений незалежний студентський парламент в післявоєнному періоді усієї вищої освіти у Польщі. В той час розпочав свою діяльність знаменитий театр «Bim-Bom» на чолі зі Збігневим Цибульським та Богумилом Кобелою. Протягом довгих років Гданський політехнічний університет підтримує лозунг «Технічний університет з уявою та майбутнім». В ГПУ прижають студенти з більш ніж 30 країн світу. Найбільші групи іноземних студентів з: Іспанії, Китаю, Ємену, Російської Федерації, України та Республіки Білорусь, також Індії, Непалу, Ірану та В'єтнаму. Понад 420 підписаних умов щодо співпраці по програмам обміну студентів — Erasmus, Erasmus+ i Erasmus Mundus, з допомогю яких студенти мають можливість отримання стипендії на навчання та практику за кордоном. Бюро обслуговування іноземних студентів та гостей (пол. Biuro Obsługi Studentów i Gości Zagranicznych) займається прийомом студентів на навчання, які походять з країн, що не належать до ЄС, а також піклується про тих, що вже навчаються і допомагають у вирішенні різних проблем.

## Місце розташування університету
Гданський політехнічний університет знаходиться у самому центрі Вжешча — району міста Гданська з чудовою транспортною розв'язкою, яка веде через усе Тримісто. Гданськ — це місто зі 100-літніми традиціями. Місто належить до одних з найбільш промислових, культурних, наукових та ділових центрів країни. У 21 гданських вищих навчальних закладах навчаються близько 64 тис. чоловік, з котрих половина — це студенти Гданського політехнічного університету. Разом із Гдинею і Сопотом утворює міську агломерацію — так зване, Тримісто (пол. Trójmiasto, Труймясто) з населенням більш ніж 2,2 мільйони мешканців усього поморського регіону, що одночасно становить одне з найзаможніших міст у країні.
Гданськ вважають промисловим центром. В місті знаходиться найбільша у Польщі корабельня (пол. «Stocznia Gdańska»), що в 1967–1988 роках носила ім'я В. І. Леніна. В Гданську діє торговельний і пасажирський порти. Один з них — це Новий Порт — справжній епіцентр виробництва кораблів та корабельного устаткування, а також представлена розвинута електротехнічна, радіоелектронна промисловість, виробництво фосфорних добрив та нафтопереробне підприємництво. аеропорт імені Леха Валенси. Другий, не менш важливий порт — це Північний — являє собою найбільшу сукупність підприємництв морського господарства у Польщі, який реалізує експорт вугілля та імпорт нафти. У 1980 році Гданська верф була місцем народження та повстання Солідарності, котра в 1989 році сприяла розпаду радянської влади комуністичних партій. Гданчанин, лідер Солідарності Лех Валенса (котрий у 1983 році отримав Нобелівську премію світу) став президентом Польщі у 1990 році. На його честь був названий Гданський аеропорт.
За останні 10 років Гданськ успішно реалізує стратегію щодо розвитку, в якої головну роль відіграє економіка, що базується на знаннях.
Міський транспорт представлений трамвайними та автобусними маршрутами, а також «Швидкісною міською залізницею» (Szybka Kolej Miejska), що сполучає центр міста з районом Гданськ-Оліва, а також містами-супутниками Сопотом і Гдинею.

##### Академічне містечко
В академічному містечку присутнє чудове поєднання збережених історичних пам'яток архітектури та новостворених сучасних будинків. Символом університету є монументальний Головний Корпус в стилі нідерландського неоренесансну, який був створений ще на початку XX століття тоді відомим архітектором, а пізніше професором Альбертом Карстеном. Під час Другої Світової війни згоріло більш ніж 60% поверхні та 70% даху всього будинку. У зв'язку з цим від вежі з годинником залишилася лише металева конструкція. Незважаючи на те, що пошкодження вежі все-таки були швидко відновлені, її реконструкцію постійно переносили на майбутнє. Лише 67 років по тому, а саме 13 травня у 2012 році вежа була повністю відновлена та поставлена на своє колишнє місце в Головному корпусі.
Кампус Гданського політехнічного університету постійно в процесі розвитку та додаткових сучасних перебудов. Частина будинків, котрі відносяться до історичних пам'яток архітектури чудово поєднані зі сучасними будинками, аудиторіями, лабораторіями, які обладнанні останніми сучасними технологіями. Як результат змін в університеті, який сьогодні можна спостерігати, є зовсім свіжа розробка дизайнера інтер'єру Лабораторія Інноваційних електроенергетичних технологій та Інтеграції Відновлюючих джерел енергії, в якій проводять дослідження по впровадженню та застосуванню промислових патентів у сучасній електроенергетиці. Планується, що в 2014 році розпочне свою діяльність комплекс центрів: Центр Нанотехнології (Корпус Б), Центр математичної підготовки та Дистанційного навчання з допомогою Інтернету, а також підземний паркінг на 50 місць.
На території академічного містечка знаходяться наступні сучасні центри:
- Центр Нанотехнології, в якому знайшли своє місце 25 сучасних лабораторій, обладнаних унікальною сучасною апаратурою для проведення досліджень атому.
- Центр Interizon — Поморський ІКТ-Кластер/ кластер інформаційно-комунікаційних технологій, до складу якого входять 140 регіональних підприємств в області інформаційних технологій. Саме цей кластер найбільш динамічно розвивається і вважається найкращим у Польщі.
- Центр математичної підготовки та Дистанційного навчання з допомогою Інтернету, який використовує останні новинки ІТ-технологій на розвиток математичного моделювання концепції та аналізу візуальних даних.
- Центр Інформатизації Триміської Академічної Комп'ютерної Мережі, який одночасно є Центром міцних серверів. За допомогою якого здійснюється доступ до всіх інформаційних ресурсів, у тому числі доступ до обчислювальних цифрових систем, а також до всіх підрозділів університету.
- Центр Трансферу Науки и Технологій займається підтримкою інноваційної активності університету.
- Університетський Спортивний Центр займається підтримкою спортивних об'єктів на високому рівні, послугами якого можуть користатися як студенти так і співробітники університету.

## Історія

##### Головні події Гданського політехнічного університету
- 1900 — перший камінь у фундамент університету
- 1904 — створена Королівська Вища Технічна Школа (Königliche Technische Hochschule)
- 1921 — Вища Технічна Школа (Hochschule) була передана владі Вільного міста Гданськ. Назва вишу була офіційно змінена на Технічну Вищу Школу Вільного міста Гданськ (Technische Hochschule der Freien Stadt Danzig)
- 1945 — 24 травня виш офіційно названий польським Гданським політехнічним університетом
- 2004 — 100-літній Ювілей Гданського політехнічного університету
- 2014 — 110-ліття Гданського політехнічного університету
- 2020 — Smart University

##### Гевелій та Фаренгейт— покровителі стін університету
Ян Гевелій (8.I.1611 Гданськ — 28.I.1687 Гданськ). Найвідоміший після Миколи Коперніка астроном на польській землі. Розробник приладів для астрономічних вимірювань, винахідник підвісного механічного годинника, перископу та мікрометричного гвинта, творець першої найбільшої в світі астрономічної обсерваторії, котра булу обладнана справжніми телескопами. Гевелій майже все життя провів у Гданську. На даху будинків, в яких він жив, постійно будував астрономічні обсерваторії, які протягом багатьох років обладнав приладами власної вигадки . Найбільший телескоп мав довжину 39 метрів і був встановлений за містом. Крім того що Гевелій досліджував зірки, планети, комети, він також досліджував явище лібрації місячної поверхні — коливальний рух Місяця при спостереженні з Землі. Відкрив 9 нових сузір'їв, був першим хто відкрив 4 комети, з великим успіхом здійснив вимірювання висоти місячних гір, відкрив вікові зміни магнітних відмін. Був автором багатьох астрономічних робіт. Також був першим вченим на польській землі, який отримав членство в Лондонському королівському товаристві з розвитку знань про природу (англ. The Royal Society of London for the Improvement of Natural Knowledge). Свого часу на дослідження сузір'я південної півкулі неба поблизу небесного екватора Людовик XIV де Бурбон і Ян III Собеський надали йому фінансову підтримку. Незабаром, а саме в 1690 , в небесному атласі «Уранографія» Гевелій вказує «Щит Собеського» (Scutum Sobiescianum) на честь великого польського короля і полководця Яна Собеського. У 2006 році на площі в Старому Місті біля Ратуші піднесений пам'ятник Гевелію, автором якого є Ян Шчіпка (пол. Jan Szczypka). У 2011 році Сейм Республіки Польща (пол. Sejm Rzeczypospolitej Polskiej) ухвалив рішення назвати рік на честь Гевелія.
Даніель Габріель Фаренгейт (24.V.1688 Гданськ — 16.IX.1736 Гаага). Відомий фізик та інженер, винахідник ртутного термометра і температурної шкали Фаренгейта. Народився, жив і навчався в Гданську. Після смерті батьків переїхав в Амстердам, де продовжував вивчати фізику, проводив дослідження з приладами, які вимірюють температуру та тиск, одночасно викладав хімію. У 1709 році повернувся в Гданськ і прожив до 1712, за цей час займається дослідженнями з розробки приладів, які вимірюють температуру та тиск. Фаренгейт був першим у світі вченим, який використовував ртуть в термометрах . Описав явище танення льоду, довів, що температура кипіння води залежить від тиску, також описав властивості платини; займаючись оптикою — поліпшив телескоп Ньютона. У науковому виданні Лондонського королівського товариства з розвитку знань про природу (англ. The Royal Society of London for the Improvement of Natural Knowledge) опублікував результати дослідження розробки термометра, барометра та приладу для вимірювання густини рідин (ареометр). Шкала названа на честь вченого, який сам запропонував її в 1725 році (32 °F=0 °C). Довгий час шкала Фаренгейта була основною мірою в англомовних країнах, але наприкінці 60-х, на початку 70-х років вона була практично витіснена шкалою шведського астронома Цельсія. Тільки в США, Австралії та Нової Зеландії шкала Фаренгейта до цих пір широко використовується в побутових цілях. У 2008 році в Гданську поставлена метеорологічна колона ім. Фаренгейта. Скляний резервуар з термометром 1,2 м у висоту, а поруч обидві шкали — Фаренгейта і Цельсія. 22 вересня 2010, згідно з рішенням Сенату Гданського політехнічного університету Північний дворик названий на честь Даніеля Габріеля Фаренгейта, відповідно Південний — разом з Маятником Фуко — на честь Яна Гевелія. 2 жовтня 2011 та 1 жовтня 2013 стіни університету залишилися назавжди увічнені портретами знаменитих мешканців Гданська.

## Освіта

##### Основна мета університету
Забезпечення високої якості навчання для потреб динамічного розвитку економіки та суспільства, які ґрунтується на науці. Проведення наукових досліджень на вищому міжнародному рівні в умовах масштабної глобалізації світу, а також реалізація інноваційних рішень для суспільства, яке передусім бере активну участь у змінах цивілізації, особливо в розвитку науки і техніки.
Пріоритети університету — Smart University
- S — стратегія.

Пошук додаткового фінансування для реалізації стратегічних завдань, згідно з вимогами ЄС, Польщі та всього Поморського регіону.
- M — максимум інновацій

Введення нових механізмів, співпраця з організаціями по розробці інноваційних рішень не тільки для університету, а й для всього регіону в цілому.
- A — відкритий для всіх

Підготовка та проведення навчання Long Life Learning, реалізація групових проектів, а також e — learningu (навчання онлайн) навчальних програм, модернізація науково — дидактичних лабораторій і застосування досліджень на практиці.
- R — розвиток особистості

Створені всі необхідні умови для всебічного розвитку студентів, аспірантів і працівників. Найактивніших і найстаранніших відзначають за досягнення у навчанні і роботі.
- T — творчий підхід

Усунення перешкод і адміністративних труднощів перевіреними ефективними методами, дотримання культури праці та креативне створення творчого процесу роботи з використанням інноваційних технологій .
Можливості навчання
Вища освіта за ступенями бакалавра та магістра, денне та заочне відділення
33 напрямки, з них:
3 міжфакультетні напрямки
2 міжуніверситетський — дві унікальні програми: механічно — медична інженерія" та будівна хімія"
аспірантура, денне та заочне відділення
56 програм післядипломної освіти
3 напрямки навчання MBA
9 факультетів 
- Факультет архітектури
- Факультет хімії
- Факультет електроніки, телекомунікації та інформатики
- Факультет електротехніки і автоматики
- Факультет технічної фізики та прикладної математики
- Факультет інженерії наземного будівництва та навколишнього середовища
- Факультет механіки
- Факультет океанотехніки і суднобудування
- Факультет менеджменту і економіки

##### Випускники ГПУ
У період з 1904 по 1939 близько 11 080 осіб пройшли навчання в Гданському політехнічному університеті. З 1945 року по грудень 2012 року кількість випускників сягнула 89000. Таким чином, більше ніж 100 000 осіб покинули стіни університету з дипломами в руках.

##### Нова модель освіти— інженер майбутнього
Гданський політехнічний університет виграв конкурс в рамках Європейського Фонду на реалізацію проекту «інженер майбутнього». Проект включає в себе нову модель освіти, яка орієнтована на реалізацію проектів у групі та придбання таких навичок, як результативна співпраця, готовність піти на ризик, а також аналітичний підхід до вирішення проблем. Отримані кошти будуть використані на модернізацію інфраструктури університету та нових лабораторій. Завдяки цьому проекту було створено додатково 921 місць для практичних занять. Університет посідає міжнародний сертифікат з якості освіти ECTS i CDIO Label, про що свідчить освітньо-кваліфікаційна програма на всіх напрямках. Головним чином вона зорієнтована на зміцнення практичних навичок, і формування початкових професіональних здібностей у студентів. Також цінним досвідом для Гданського політехнічного університету є участь у міжнародному консорціумі CDIO, члени якого для навчання фахівців застосовують формулу «зрозуміти — сконструювати — впровадити — діяти» (Conceive — Design — Implement — Operate) .

## Міжнародне співробітництво
Міжнародне співробітництво в Гданському політехнічному університеті поступово розвивається. Студенти та співробітники беруть участь у численних міжнародних освітніх програмах і разом з університетами — партнерами створюють міжнародну мережу. На даний момент університет реалізує 420 міжвідомчих угод в рамках програми Erasmus та 77 угоди про двостороннє співробітництво загального характеру. Гданський політехнічний університет координує та бере участь у проектах типу LLP Intensive Programme, ERASMUS MUNDUS, Jean Monnet, CEEPUS, TEMPUS, Leonardo da Vinci. Університет є одним з учасників — засновників Baltic Sea Region University Network (BSRUN) — мережа, яка об'єднує вищі навчальні заклади Польщі, Білорусі, Естонії, Фінляндії, Латвії, Литви та Росії. Сучасні лабораторії, величезний інтелектуальний потенціал, широкий спектр науково — дослідницьких груп, студентських організацій, являє собою ідеальне середовище для взаємного обміну досвідом в академічній сфері, власне тому значна кількість іноземних студентів з усього світу приїжджають до Гданського політехнічного університету, і їх кількість щороку зростає.

## Наукові дослідження
Протягом останніх років у Гданському політехнічному Університеті зростає кількість проектів, реалізованих під час співпраці з організаціями, які фінансують дослідження, такими Національний Науковий Центр, Національний Центр Досліджень та Розвитку, Польський фонд науки. Серед них проекти високого тиражу в рамках програми Maestro, Програми Прикладних Досліджень, LIDER, INNOTECH, а також нова програма Graf-TECH. Крім того, університет реалізує проект для талановитих студентів, так званий «Алмазний Грант». Гданський політехнічний університет також може похвалитися успіхом у залученні коштів від іноземних організацій, наприклад — школа бере участь у реалізації престижного гранту, який фінансується 7. Робочою Програмою ЄС в рамках IDEAS — що можна порівняти з отриманням нобелівської премії. Університет також реалізує 26 проектів у міжнародних дослідницьких програмах:
- на даний момент 300 винаходів готові до введення в експлуатацію
- в процесі реалізації 200 дослідницьких проектів та проектів з питань розвитку державних і міжнародних джерел фінансування
- протягом 3 років університет підписав 700 угод з підприємствами

Важливе місце в університеті займає економічна співпраця з Центром Трансферу Технологій.
На сьогоднішній день, Гданський політехнічний університет проводить численні інноваційні дослідження з питань розробки проектів, які спрямовані на впровадження технологій, що фінансуються державою. Багато з цих проектів отримали фінансування з коштів оперативної програми «Інноваційна економіка». Працівників Гданського політехнічного університету постійно залучають до співпраці багато відомих міжнародних та польських фірми чи представництв, серед яких: INTEL Technology Poland, Samsung Electronics Polska, IBM Polska, Young Digital Planet, Blue Services, TechnoService, Datera, Learnetics, IVO Software, FIDO Intelligence, GE Hitachi Nuclear Energy International, PGE Górnictwo i Energetyka Konwencjonalna, KGHM Polska Miedź, LOTOS Asfalt, PKN Orlen, Schlumberger LTD, Deep Ocean Technology, BioLab Innovative Research Technologies, BLIRT SA, Kruszwica .

## Фінансування
Основним джерелом доходу для університету є викладацька діяльність (58%). Виш отримує дотації з державного бюджету, але основне джерело доходу — це платні освітні послуги.
Науково-дослідницька діяльність становить 30% доходу загалом, а її основними складовими є: гранти для фінансування статутної діяльності, кошти для реалізації проектів, що фінансуються Національним центром досліджень та розвитку та Національним Науковим Центр, а також фінансування науково-технічного співробітництва з іншими країнами. Університет також отримує дохід від продажі робіт та науково-дослідницьких послуг.